# جواو ميغيل (ممثل)
جواو ميغيل (بالبرتغالية: João Miguel Serrano Leonelli‏) هو لاعب كرة قدم وممثل برازيلي، ولد في 1970 بسالفادور في البرازيل.

## وصلات خارجية
- جواو ميغيل (ممثل) على موقع IMDb (الإنجليزية)
- جواو ميغيل (ممثل) على موقع قاعدة بيانات الفيلم (الإنجليزية)